# Михаило Вурлиот
Новомученик Михаило Вурлиот је хришћански светитељ из 18. века.
Православна црква прославља новомученика Михаила 16. априла.

## Биографија
Михаило је био хришћанин из села Вурле у Малој Азији.  Био је ткач по занимању у граду Смирни. У осамнаестој години је обманут од стране једног Турчина кафеџије, да се одрекне хришћанске вере у прву суботу Великог Поста, и ступи код тог кафеџије да ради под плату и прими ислам. А када је дошао празник Васкрсења, Михаило се видећи како сви хришћани радосно и весело празнују Васкрс и певају тропар "Христос воскресе", покајао, оставио посао у кафани, и придружио хришћанима. Видевши то, Турци су га опоменули да то не ради. Наредног дана изјутра Михаило је сам отишао судији и исповедао хришћанску веру којој се вратио. Судија је након тога покушао да га подмити и поткупи да поново прими ислам. Пошто је то одлучно одбио осуђен је на смрт. 
Страдао је тако што је посечен мачем. Његово тело је лежло на губилишту три дана. Након тога је бачено у море; али га је море избацило на обалу. Хришћани који су га пронашли заједно са главом његовом однели су у храм свете Фотине, и тамо га сахранили. 
Мучеништво Михајла Вурлиота се десило 1772. године у Смирни.